# Gulpen-Wittem
Gulpen-Wittem  è una municipalità dei Paesi Bassi di 14 597 abitanti situata nella provincia del Limburgo. È la municipalità più meridionale dei Paesi Bassi europei. Costituita nel 1999, il suo territorio è stato formato dalla fusione delle municipalità di Gulpen e Wittem.